# Harry Potter and the Chamber of Secrets
Harry Potter and the Chamber of Secrets (Brasil: Harry Potter e a Câmara Secreta / Portugal: Harry Potter e a Câmara dos Segredos) é um romance de fantasia escrito pela britânica J. K. Rowling. É o segundo livro da série Harry Potter. O livro se envolve em torno da lenda de uma câmara secreta localizada na Escola de Magia e Bruxaria de Hogwarts, na qual abriga um monstro que matará a todos os bruxos que não provém de famílias mágicas. Diversos alunos aparecem petrificados e Harry Potter, além de ser apontado como o maior suspeito, tenta desvendar e resolver o mistério junto de seus melhores amigos, Rony Weasley e Hermione Granger.
Após o grande sucesso do primeiro livro da série, a escritora aponta que apresentou grandes dificuldades em desenvolver Câmara Secreta por medo de desapontar o público, entretanto, também o considera como um de seus preferidos. Metade do livro já havia sido escrita quando o livro antecessor fora publicado. Rowling afirma que a trama da obra é mais direta em comparação à Harry Potter e a Pedra Filosofal. O livro passou por diversas mudanças e revisões até chegar no resultado final.
Assim como seu predecessor, Harry Potter e a Câmara Secreta foi aclamado por críticos literários e escritores, com elogios direcionados a trama, personagens e clímax da história, embora alguns comentários digam que o livro conta com uma trama igual a de Pedra Filosofal e que a escritora utilizou deus ex machina. O romance desencadeou alguns debates religiosos: autoridades condenaram o uso de temas mágicos, enquanto outros elogiaram sua ênfase em auto sacrifício e na maneira que o caráter de uma pessoa resulta em suas escolhas. Rowling foi comparada ao autor Stephen King. Vários comentaristas notaram que a identidade pessoal é um tema forte no livro, e que este aborda questões de racismo através do tratamento com trouxas (não-bruxos). A obra foi incluída em algumas listas reunindo os melhores de 1998, como a lista de melhores livros infantis e melhores pra jovens adultos da American Library Association.
A adaptação cinematográfica do livro foi lançada em 2002 e dirigida por Chris Columbus. O longa arrecadou pouco mais de 879 milhões de dólares, assegurando sua entrada na lista de filmes de maior bilheteria, embora seja um dos que menos arrecadou de toda a saga. Jogos eletrônicos baseados em Harry Potter e a Câmara Secreta também foram lançados para diversas plataformas, os quais obtiveram avaliações relativamente altas. Stephen Fry e Jim Dale narraram as versões de audiolivro britânica e americana, respectivamente.

## Trama
Após o primeiro ano de Harry em Hogwarts, ele retorna para à casa de seus tios para passar o verão. Um dia, um elfo doméstico chamado Dobby aparece em seu quarto alertando que se Harry voltar para Hogwarts, coisas terríveis irão acontecer, no entanto, Harry o ignora. Depois disso, Ron Weasley e seus irmãos gêmeos Fred e George resgatam o garoto da casa dos Dursley com um carro voador.
Pouco depois de chegar em Hogwarts, mensagens começam a aparecer nas paredes dos corredores revelando que a Câmara Secreta foi aberta novamente e que o herdeiro de Slytherin matará todos os alunos que não provém de uma família bruxa. Depois disso, alguns habitantes da escola começam a aparecer petrificados. Enquanto isso, Harry, Ron e Hermione descobrem a Murta-Que-Geme, o fantasma de uma menina que foi assassinada quando a Câmara foi aberta pela última vez no banheiro em que morreu. Murta mostra a Harry um diário que pertence a Tom Marvolo Riddle. Apesar de todas as páginas estarem em branco, Harry recebe uma resposta quando escreve. Finalmente, o livro o mostra Hogwarts cinquenta anos antes. Lá, ele vê Tom Riddle, um aluno na época, acusando Rubeus Hagrid de ter aberto a Câmara.
Passados quatro meses, o diário é misteriosamente roubado e, pouco depois, Hermione é petrificada. No entanto, continha em mão uma anotação explicando que o culpado pela petrificação dos seres do castelo era um basilisco, uma cobra gigante que mata a todos que olham diretamente em seus olhos e petrifica aqueles que os olham por um reflexo qualquer. Enquanto os ataques continuam, Cornelius Fudge, Ministro da Magia, envia Hagrid para Azkaban (a prisão dos bruxos) por precaução, e Lucius Malfoy, um antigo partidário de Voldemort, suspende Dumbledore de seu cargo como diretor.

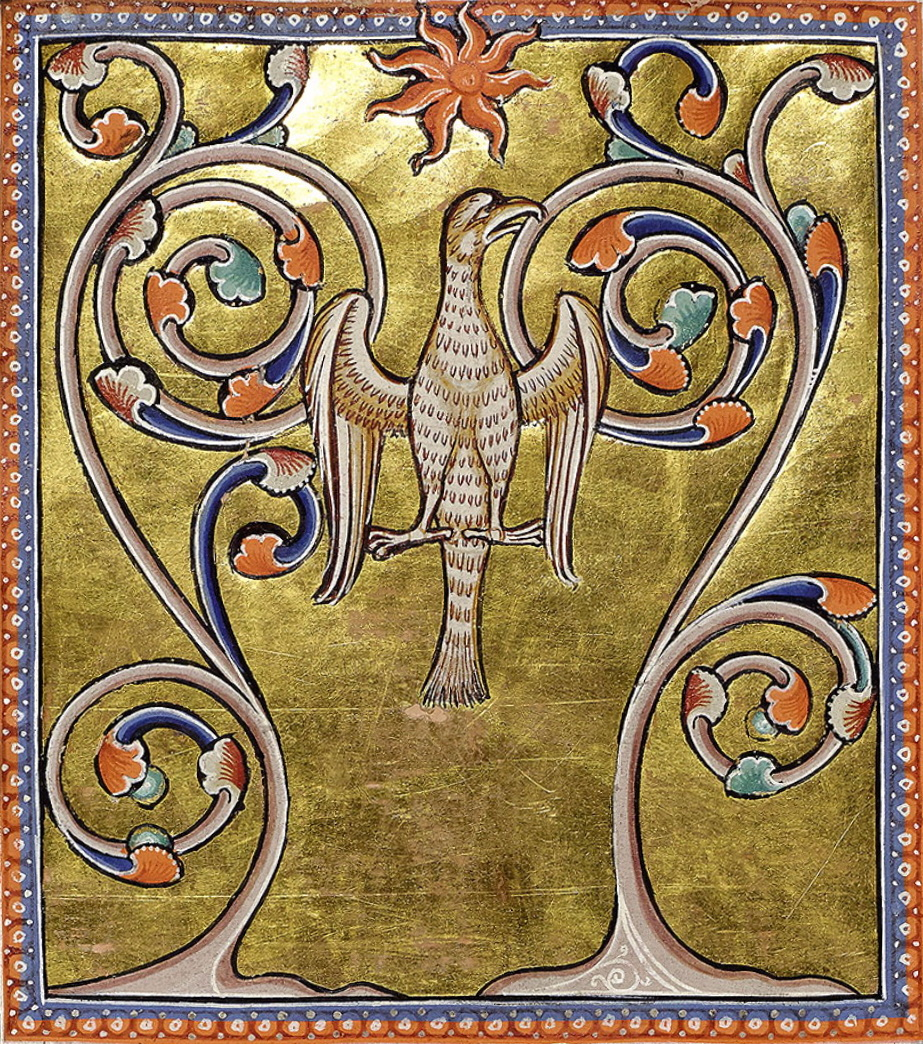
No romance, as lágrimas de uma fênix contém poderes curativos.

Depois que a irmã caçula de Ron, Ginny, é levada para dentro da Câmara, o corpo docente da escola insiste que o professor de Defesa Contra as Artes das Trevas, Gilderoy Lockhart, controle a situação. No entanto, quando Harry e Ron entram em sua sala com o objetivo de contarem o que descobriram sobre o basilisco, o professor revela que é uma fraude e que toma crédito dos triunfos de outros e ameaça apagar a memória dos dois garotos. Eles desarmam Lockhart e o levam para o banheiro da Murta-Que-Geme, onde Harry descobre a entrada para a Câmara Secreta. Nos esgotos da escola, Lockhart pega a varinha de Ron e tenta apagar a memória deles novamente, porém, por conta do acidente com a varinha do garoto no começo do ano, o feitiço sai pela culatra do objeto. Como resultado, Lockhart sofre uma amnésia total e uma parte do túnel é destruída, separando Harry de Ron e Lockhart.

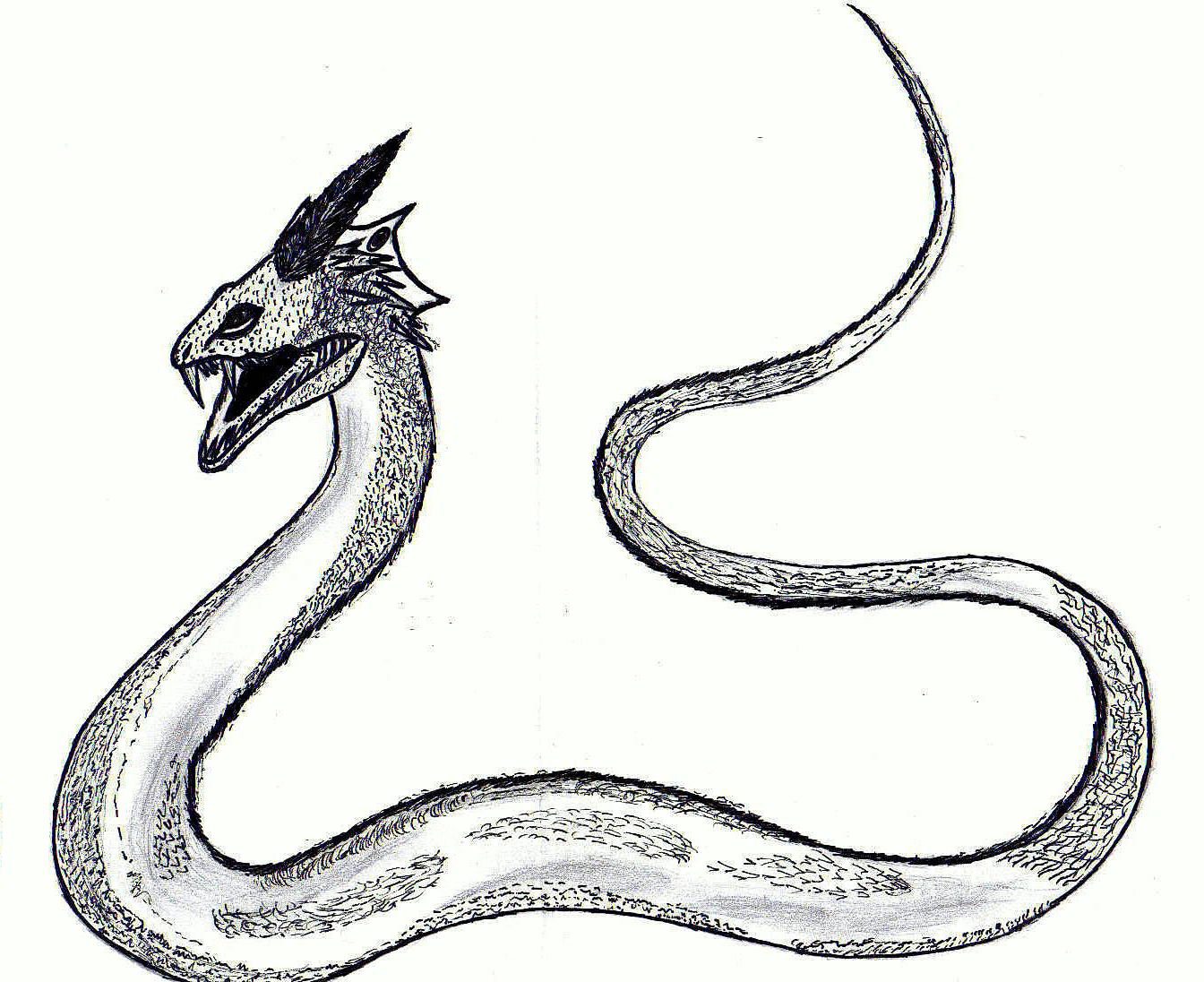
O livro revela que o "monstro" na Câmara Secreta" é o lendário réptil conhecido como Basilisco.

Enquanto Ron tentava refazer o túnel, Harry entra na Câmara Secreta, onde Ginny encontrava-se desmaiada ao lado do diário. Enquanto Harry a examina, Tom Riddle aparece, com o mesmo rosto e corpo que Harry havia visto nas memórias do diário. Ele conta que Ginny escrevia todos os seus segredos no diário, os confiando em "um estranho invisível", fato que ele se aproveita e a força abrir a Câmara Secreta. Ele revela que seu nome produz o anagrama I am Lord Voldemort (na tradução, Eis Lord Voldemort) e que Ginny tentou se livrar do diário no banheiro quando descobriu que era responsável pelos ataques. Quando Riddle acaba de contar a história, libera o basilisco para matar Harry. A fênix de Dumbledore, Fawkes, entra na Câmara e entrega ao garoto a espada de Godric Gryffindor envolvida pelo Chapéu Seletor. Harry usa a espada para matar o monstro e é perfurado por uma das presas venenosas da criatura, porém cura seu braço com suas lágrimas. Ele apunhala o diário com a presa do basilisco e Riddle desaparece. Depois que Ginny acorda, Fawkes leva os quatro para fora do túnel.
Após saírem da câmara, Harry conta a história completa a Dumbledore, que voltou ao cargo de diretor da escola. Quando Harry menciona que é muito parecido com Tom Riddle e que deveria ter ido para Slytherin, Dumbledore reponde que Harry escolheu Gryffindor e que só um verdadeiro membro de tal casa conseguiria ter tirado a espada de Godric Gryffindor do Chapéu Seletor. Harry acusa Lucius Malfoy de ter colocado o diário entre os livros de Ginny enquanto estavam comprando os materiais escolares no Caldeirão Furado, antes do ano letivo ter começado, e ele responde "Prove". Mais tarde, Harry liberta Dobby da família Malfoy, o entregando uma meia. Finalmente, todas as vitimas que foram petrificadas pelo basilisco voltam ao normal por uma poção que levou meses para ser preparada.

### Personagens principais

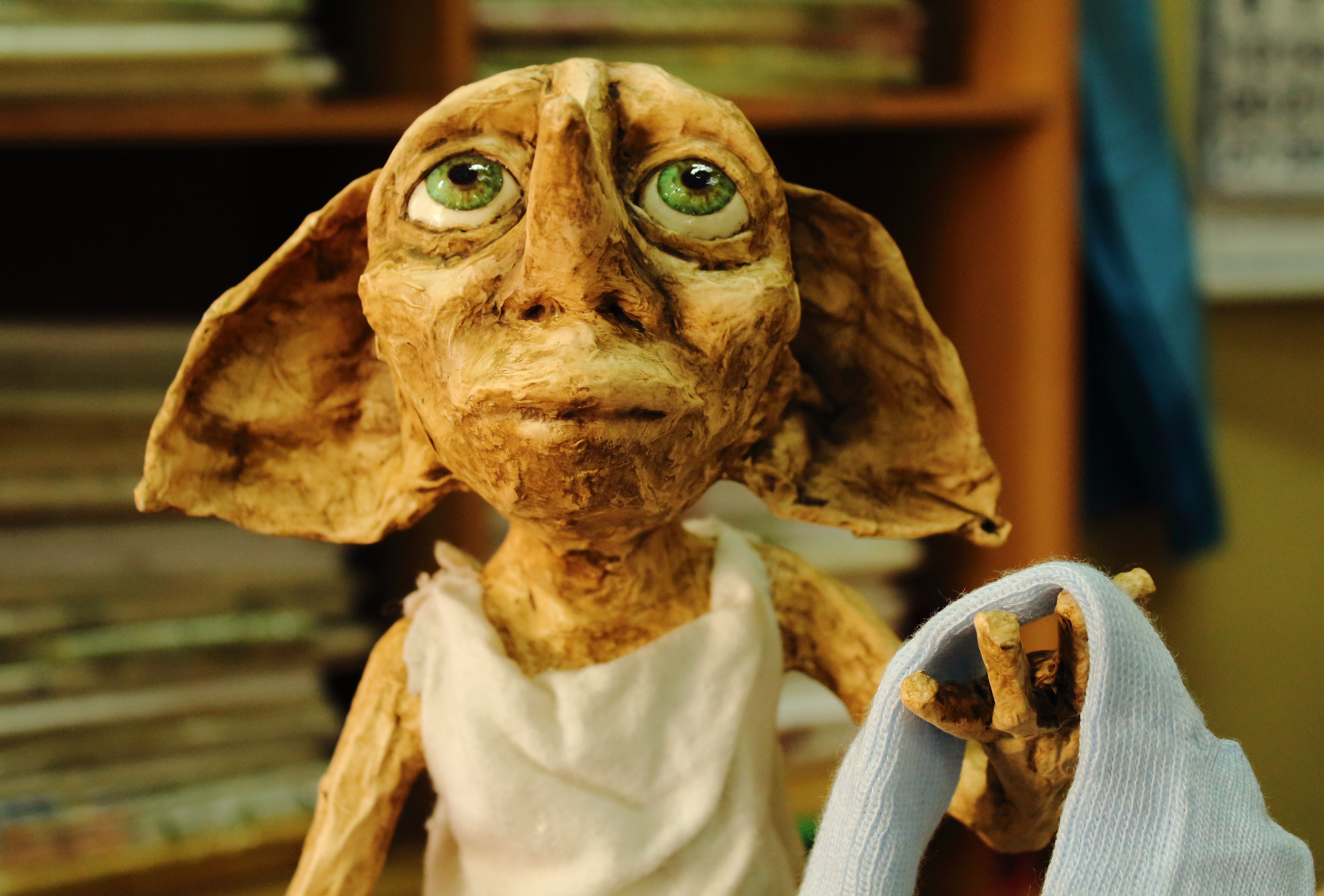
Dobby, feito por artesanatos mexicanos.

Harry Potter é o personagem principal do romance, que se tornou famoso por ter sobrevivido a um ataque de Lorde Voldemort quando era apenas um bebê. Em A Câmara Secreta, é revelado que ele é um ofidioglota, ou seja, consegue se comunicar com cobras, o mesmo dom de Salazar Sonserina. Todos começam a suspeitar que ele seja o herdeiro de Sonserina e culpado de todos os ataques. Harry é quem mata o basilisco da câmara secreta e salva Gina Weasley, que se encontrava dentro da câmara. Rowling descreveu-o como "um garoto magricela, de cabelo preto e óculos".
Rony Weasley é o melhor amigo de Harry e Hermione. Ele e seus irmãos resgatam Harry da casa de seus tios com o carro Ford Anglia voador de seu pai. Já que ele e Harry não conseguem atravessar a parede que dá acesso a Plataforma 9 ¾ e embarcarem no trem para Hogwarts, eles pegam novamente o carro voador e viajam para a escola, caindo no Salgueiro Lutador e, consequentemente, quebrando a varinha de Rony, cuja provoca problemas ao longo do ano. Ele é descrito como sendo ruivo, sardento e bem alto.
Hermione Granger é uma das protagonistas e melhor amiga de Harry e Rony. É uma menina muito inteligente que possui um conhecimento abundante sobre magia e está sempre tentando impedir que Harry e Rony se metam em problemas. Descobre quem é o monstro da câmara e como os alunos foram petrificados, porém é atacada antes que pudesse revelar suas informações. Quando Harry e Rony a visitam na enfermaria, encontram os dados anotados em sua mão. Ela tem cabelo castanho desgrenhado e os dentes da frente bastante grandes.
Lorde Voldemort, cujo nome real é Tom Riddle, é o maior inimigo de Harry. Seu diário é encontrado pelo protagonista, o qual descobre que Voldemort é o verdadeiro herdeiro de Salazar Sonserina e quem abriu a Câmara Secreta cinquenta anos antes. No clímax da história, ele enfrenta Harry na câmara e acaba com o diário destruído pelo garoto, que usara uma presa do monstro.
Gilderoy Lockhart é um elegante professor que ensina Defesa Contra as Artes das Trevas. Presunçoso e orgulhoso, tornou-se famoso por roubar o trabalho de outros bruxos. Harry e Rony obrigaram-o a entrar na câmara após revelar ser uma fraude. Ele tenta apagar a memória dos meninos com a varinha de Rony, porém é atingido pelo próprio feitiço.
Rúbeo Hagrid é um meio-gigante, guardião das chaves e dos terrenos de Hogwarts. Primeiramente, Harry deduziu que ele era o culpado pela abertura da câmara cinquenta anos atrás. Quando a câmara é aberta na época de Harry, Hagrid é culpado novamente e enviado para a prisão de Azkaban.
Alvo Dumbledore, um homem alto, magro, que usa óculos meia-lua, tem cabelos prateados e uma barba que enfia dentro de seu cinto, é o diretor de Hogwarts. Lúcio Malfoy faz com que Dumbledore vá para Azkaban por, segundo ele, não cuidar corretamente da escola.
Murta Que Geme é o fantasma de uma garota que assombra um banheiro feminino, fazendo com todos evitem entrar no local. Sua história é diretamente relacionada com a câmara: foi a primeira estudante a ser morta pelo basilisco na primeira vez que a câmara foi aberta.
Dobby é um elfo doméstico que faz coisas horríveis com Harry para evitar que ele volte a estudar em Hogwarts, alegando que coisas horríveis estavam prestes a acontecer. Serve a família Malfoy, que o maltrata. Dobby tem uma mente muito diferente dos outros elfos: quer ser livre, e a única maneira de liberar um elfo é presenteando-o com uma peça de roupa. No final, Harry coloca uma meia dentro do diário e o entrega a Lúcio Malfoy, que manda Dobby carregá-lo, causando sua libertação.

## História do livro

### Desenvolvimento

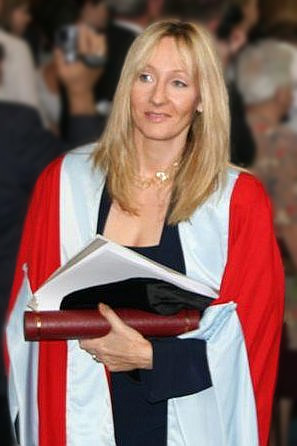
J. K. Rowling, a autora da série.

Rowling já havia escrito metade do livro quando Harry Potter e a Pedra Filosofal foi lançado. Ela achou difícil finalizar Harry Potter e a Câmara Secreta, pois temia que o livro não alcançasse as expectativas despertadas pelo primeiro romance. Depois de ter entregue o manuscrito a Bloomsbury na data prevista, ela o pegou de volta para revisá-lo um pouco mais, o que demorou mais seis semanas.
Nos primeiros rascunhos do livro, o fantasma Nick quase sem Cabeça cantava uma canção que ele mesmo havia escrito explicando a condição em que se encontrava e as circunstâncias de sua morte. Esta parte foi retirada do livro, já que a autora não julgou o poema importante para a trama. Posteriormente, a canção foi publicada no site oficial de Rowling. A parte em que escreveu sobre a família de Dino Thomas também foi retirada do livro porque ela e os editores consideraram como um "desenvolvimento desnecessário", e considerou que a viagem de descobrimento de Neville Longbottom era "mais importante para a trama central".

### Publicação
Harry Potter e a Câmara Secreta foi publicado no Reino Unido em 2 de julho de 1998 e nos Estados Unidos em 2 de junho de 1999. Logo depois de sua publicação, ocupou o primeiro lugar na lista de best-sellers do Reino Unido, ultrapassando obras de outros autores populares, tais como John Grisham, Tom Clancy e Terry Pratchett, e fazendo de Rowling a primeira escritora a ganhar o British Book Awards por dois anos consecutivos. Em junho de 1999, o romance entrou em três listas de best-sellers nos Estados Unidos no momento em que foi publicado, incluindo a publicada pelo jornal The New York Times.
As primeiras impressões do livro tiveram vários erros, mas foram corrigidos em edições posteriores. Inicialmente, Dumbledore disse que Voldemort era o último ancestral restante de Salazar Sonserina ao contrário de herdeiro. O livro de Gilderoy Lockhart sobre lobisomens é primeiramente intitulado como Weekends with Werewolves (Finais de Semana com Lobisomens), mas, já em outras edições, é chamado de Wanderings with Werewolves (Passeando com Lobisomens).
O romance é dedicado à Séan P.F. Harris, o melhor amigo de Rowling. Eles se conheceram quando tinham apenas onze anos de idade, e foi a primeira pessoa a saber que sua ambição era ser escritora. Segundo ela, ele sempre disse que ela estava fadada ao sucesso.
Para Séan P.F. Harris,

motorista do carro de fuga

e amigo dos dias tempestuosos

## Recepção

### Resposta da crítica
No jornal The Times, Deborah Loudon descreveu Harry Potter e a Câmara Secreta como um livro infantil que poderia ser "relido na idade adulta" e destacou sua "forte trama, personagens atraentes, excelentes piadas e sua mensagem moral que flui naturalmente da história". O escritor Charles de Lint concordou e disse que o segundo livro foi tão bom quanto Harry Potter e a Pedra Filosofal, um feito raro em série de livros. Thomas Wagner considerou a trama muito similar a do primeiro livro: os protagonistas focados em procurar um segredo escondido embaixo da escola. Entretanto, desfrutou da paródia das celebridades e fãs que rodeavam Gilderoy Lockhart e aprovou o manuseio do tema de racismo no livro. Tammy Nezol achou o livro mais inquietante do que seu antecessor, particularmente por causa da reação de Harry e seus amigos depois que recebem informações de Dumbledore e no comportamento humano de usar mandrágoras para fazer uma poção que cura a petrificação. Mesmo assim, ela considerou a segunda história tão agradável quanto a primeira.

Escudo de armas da casa Sonserina.

Mary Stuart opinou que o conflito final com Tom Riddle na Câmara foi quase tão assustador quanto alguns trabalhos de Stephen King e talvez muito forte para jovens ou crianças medrosas. Ela comentou que "existem surpresas e detalhes o suficiente para encher um pouco mais de cinco livros." Semelhante a outros críticos, ela disse que o livro dá prazer tanto a crianças quanto a adultos. De acordo com Philip Nel, as primeiras críticas que o livro recebeu foram só elogios, enquanto as seguintes incluíam questionamentos, embora ainda concordassem que o livro é extraordinário.
Após a publicação de todos os sete livros da série, Graeme Davis afirmou que Harry Potter e a Câmara Secreta é o mais fraco deles e concordou que a estrutura da trama é igual a de A Pedra Filosofal. Descreveu a aparição de Fawkes como um deus ex machina: disse que o livro não explica como Fawkes soube onde Harry estava e que a sua medida de tempo tinha que ser muito precisa, já que, se tivesse chegado antes, provavelmente teria impedido a luta de Harry com o basilisco, e se tivesse chegado atrasada, teria provocado a morte do garoto e de Gina.
Dave Kopel disse que o clímax do romance aconteceu quando Harry lutou contra o basilisco e salvou Gina do diário de Riddle: "Harry desce para um profundo submundo, enfrenta dois asseclas demoníacos (Voldemort e uma serpente gigante), se salva da morte por sua fé em Dumbledore (o Deus com barba, o Padre/Ancião dos dias), resgata a virgem (Ginevra [sic] Weasley) e consegue o triunfo."

### Prêmios e indicações
O segundo livro de Rowling foi alvo de vários prêmios. O romance entrou na lista de Melhores Livros Infantis e Melhor Livro para Jovens Adultos do American Library Association. Em 1999, a Booklist listou Harry Potter e a Câmara Secreta como uma de suas Escolhas dos Editores, e colocou o romance em sua lista top 10 de Romances Fantásticos para Jovens. O Cooperative Children's Book Center selecionou o livro como Escolha de 2000 na categoria de "Ficções para Crianças". O romance também ganhou um Children's Book of the Year British Book Award, e foi indicado para o prêmio Guardian Children's Award e Carnegie Award, ambos em 1998.
Harry Potter e a Câmara Secreta recebeu uma medalha de ouro do prêmio Nestlé Smarties Book Prize em 1998 como Melhor Romance Infantil na faixa etária de nove a onze anos de idade. Rowling também ganhou dois outros Nestlé Smarties Book Prizes por Harry Potter e a Pedra Filosofal e Harry Potter e o Prisioneiro de Azkaban. O Scottish Arts Council entregou seu primeiro Children’s Book Award ao romance em 1999 e um Whitaker's Platinum Book Award em 2001. Em 2003, o romance ficou em 23º lugar no The Big Read.

## Temas
Harry Potter e a Câmara Secreta continua a examinar o que faz de uma pessoa o que ela é, algo que começou no primeiro livro. Além de manter a identidade de Harry determinada por suas decisões, o livro fornece personagens que tentam esconder suas verdadeiras personalidades: como Tammy Nezol disse, Gilderoy Lockhart "carece de identidade", pois não é nada mais do que um mentiroso que contém um pouco de charme. Quando Harry está tentando entender a si próprio, Riddle aponta semelhanças entre os dois, provocando uma confusão em Harry: "ambos mestiços, órfãos criados por trouxas e provavelmente os únicos ofidioglotas a irem a Hogwarts desde Salazar Sonserina."
A oposição de classes sociais, a morte e seus impactos, a adolescência, o amor, o sacrifício, a amizade, a lealdade, o prejuízo e o racismo são temas constantes em toda a série. Em Harry Potter e a Câmara Secreta, a consideração e o respeito de Harry pelos outros estende-se ao humilde e não humano Dobby e ao fantasma Nick quase sem Cabeça. De acordo com Marguerite Krause, os feitos do romance dependem mais da ingenuidade e do trabalho duro do que de talentos naturais.
Edward Duffy, um professor adjunto na Universidade Marquette, disse que um dos personagens principais de A Câmara Secreta é um livro: o diário encantando de Tom Riddle, que toma posse de Gina Weasley – como Riddle havia planejado. Duffy diz que Rowling trata deste assunto como uma advertência contra o consumo passivo de informações de fontes não fiáveis. Embora Bronwyn William e Amy Zenger se referem ao diário mais como um mensageiro instantâneo ou como uma sala de bate-papo, eles concordam que é muito perigoso confiar profundamente em palavras escritas, pois podem camuflar o autor, e citam como exemplo os livros de Lockhart.
A imoralidade e a interpretação da autoridade como negativa são temas significantes no romance. Marguerite Krause afirma que existem poucas regras morais no mundo de Harry Potter, por exemplo, Harry prefere contar a verdade, mas mente quando julga necessário. No final de Harry Potter e a Câmara Secreta, Dumbledore promete castigar severamente Harry, Rony e Hermione se quebrarem mais alguma regra da escola (depois da professora McGonagal estimar que eles tenham quebrado mais de 100), mas os recompensa por terem acabado com as ameaças da Câmara Secreta. Depois, Krause afirma que as figuras autorais e as instituições políticas recebem muito pouco respeito de Rowling. William MacNeil, da Universidade Griffith, afirma que o Ministro da Magia é apresentado como sendo muito medíocre. Em seu artigo "Harry Potter and the Secular City", Ken Jacobson afirma que o Ministério é interpretado como um império burocrático emaranhado, dizendo que "os funcionários do Ministro se ocupam com minúcias (como por exemplo, com a densidade de caldeirões) e eufemismos politicamente corretos, como a 'comunidade não-mágica' (para os trouxas) e a 'modificação de memória' (para a lavagem cerebral mágica)."
O romance parece acontecer em 1992, pois o bolo de Nick quase sem Cabeça em comemoração ao seu 500º aniversário de morte levava as seguintes palavras, "Sir Nicholas De Mimsy Porpington morreu em 31 de outubro de 1492".

### Conexão comHarry Potter e o Enigma do Príncipe
O romance tem muitas ligações com o sexto livro da série, Harry Potter e o Enigma do Príncipe. O Enigma do Príncipe era o título provisório de A Câmara Secreta, e Rowling dizia que originalmente pretendia colocar algumas "peças cruciais de informação" no segundo livro, mas, em última análise, sentiu que "essas informações pertenciam ao sexto livro." Alguns objetos que desempenham papéis importantes em O Enigma do Príncipe aparecem pela primeira vez em A Câmara Secreta: a Mão da Glória e o colar de opalas que estão à venda na Borgin & Burkes, um Armário Sumidouro (que é quebrado por Pirraça) e o diário de Tom Riddle. Além disso, esses dois romances são os que mais focam no relacionamento de Harry e Gina.

## Adaptações

### Filme

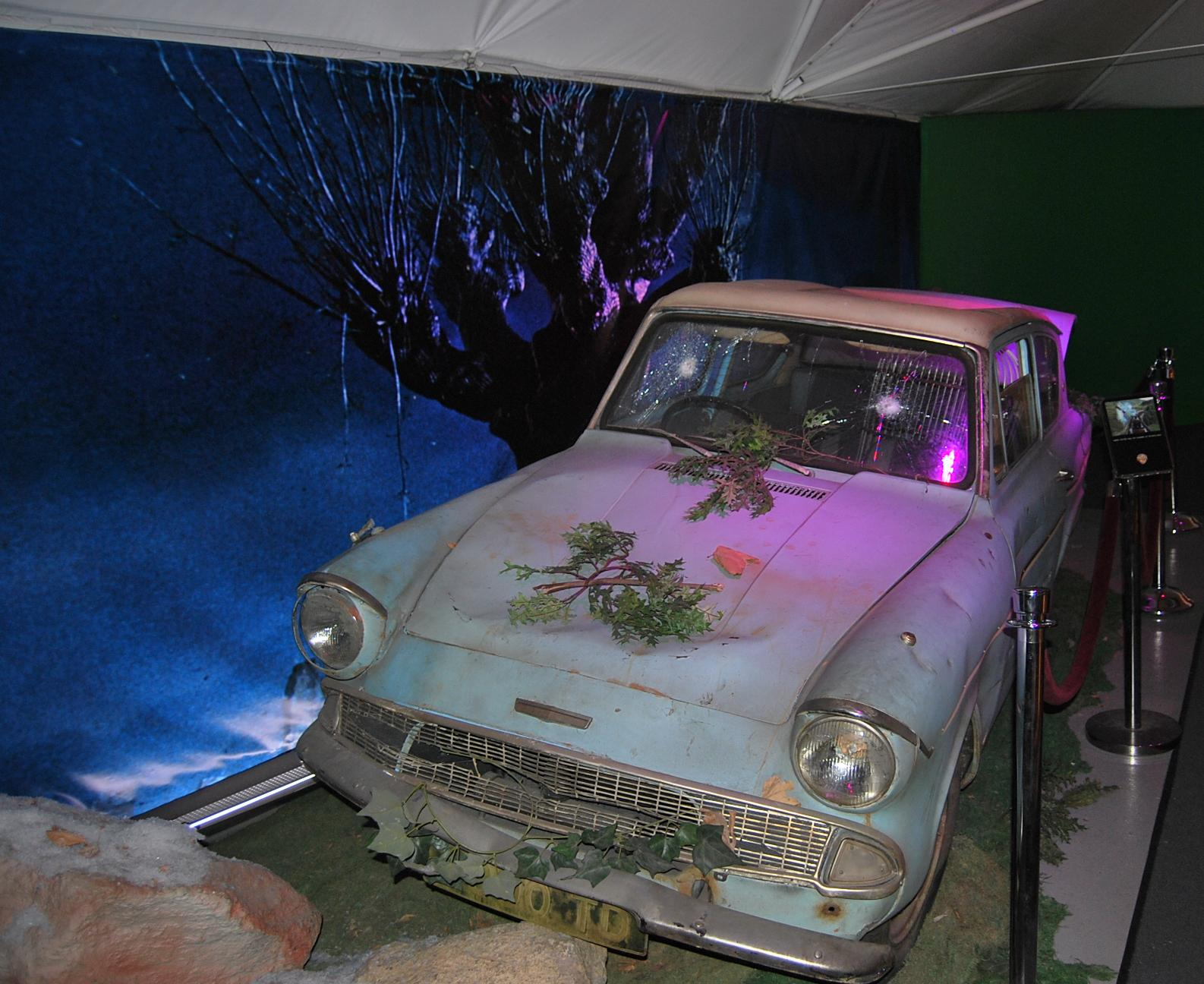
Ford Anglia utilizado para interpretar o carro encantado no filme.

Em 1999, Rowling vendeu os direitos cinematográficos dos primeiros quatro livros de Harry Potter para a Warner Bros. por um milhão de libras. A versão cinematográfica de Harry Potter e a Câmara Secreta estreou no dia 15 de novembro de 2002, sob a direção de Chris Columbus. A produção foi liderada por David Heyman e o roteiro escrito pelo estadunidense Steven Kloves. A produção do filme começou em 19 de novembro de 2001, três dias depois da estreia de Harry Potter e a Pedra Filosofal, e foi lançado no final de 2002. A autora exigiu que o elenco principal fosse de nacionalidade britânica, mas foi permitida a participação de alguns atores irlandeses, como o falecido Richard Harris, que retratou Alvo Dumbledore nos dois primeiros filmes. Os atores que interpretaram os personagens principais no primeiro filme continuaram a atuar no segundo. Kenneth Branagh, Christian Coulson, Mark Williams e Toby Jones foram adicionados ao elenco, interpretando os papéis de Gilderoy Lockhart, Tom Riddle, Arthur Weasley e Dobby.
A receita total do longa foi de 878 979 634 dólares, tornando-se o terceiro filme a ultrapassar 600 milhões de dólares em bilheteria, sendo o primeiro Titanic, lançado em 1997, e o segundo, Harry Potter e a Pedra Filosofal, estreado em 2001. O filme foi indicado ao prêmio Saturno na categoria de Melhor Figurino, porém perdeu para O Senhor dos Anéis: As Duas Torres. Segundo o website estadunidense Metacritic, a versão cinematográfica recebeu "críticas favoráveis", dando uma pontuação de 63%, enquanto outro agregador, o Rotten Tomatoes, deu uma pontuação de 82%.

### Jogos eletrônicos
Livremente baseados no romance, os jogos foram lançados entre 2002 e 2003. A maioria deles foram distribuídos pela Electronic Arts, porém produzidos por diferentes empresas.
Para os consoles PlayStation 2, Xbox, GameCube e Game Boy Advance, o jogo foi lançado pela Eletronic Arts e produzido pela Eurocom. Ao mesmo tempo, a Amaze Entertainment o desenvolveu para plataformas PC, Mac e Game Boy Color. A trilha sonora do jogo, criada por Jeremy Soule, foi premiada com um BAFTA na categoria de Melhor Trilha Sonora para Jogos Eletrônicos.
| Desenvolvedor | Data de lançamento     | Plataforma        | Gênero                 | Game Rankings | Metacritic | Notas                        |
| ------------- | ---------------------- | ----------------- | ---------------------- | ------------- | ---------- | ---------------------------- |
| KnowWonder    | 14 de novembro de 2002 | Microsoft Windows | Aventura/quebra-cabeça | 71.46%        | 77/100     |                              |
| Argonaut      | 14 de novembro de 2002 | PlayStation       | Ação-aventura          | 70.50%        | 74/100     |                              |
| Griptonite    | 14 de novembro de 2002 | Game Boy Color    | RPG                    | 77.33%        | —          |                              |
| Eurocom       | 14 de novembro de 2002 | Game Boy Advance  | Ação/quebra-cabeça     | 73.44%        | 76/100     |                              |
| Eurocom       | 14 de novembro de 2002 | GameCube          | Ação-aventura          | 73.29%        | 77/100     |                              |
| Eurocom       | 14 de novembro de 2002 | PlayStation 2     | Ação-aventura          | 70.44%        | 71/100     |                              |
| Eurocom       | 14 de novembro de 2002 | Xbox              | Ação-aventura          | 74.58%        | 77/100     |                              |
| Aspyr         | 10 de abril de 2003    | Mac OS X          | Aventura/quebra-cabeça | —             | —          | Portado da versão do Windows |

### Audiobooks
O livro, assim como todos os romances da série, foi publicado no formato de audiobook em sua língua original. Isso aconteceu por volta do ano 2002 e contou com a voz do ator Stephen Fry para a versão distribuída na Grã-Bretanha, enquanto na versão dos EUA a história foi contada por Jim Dale.
Em 2013, foi lançada uma edição em português brasileiro do romance e contou com a narração de Jorge Rebelo. Foram lançados audiobooks somente para o primeiro e o segundo livro para este idioma.